# Paratoxopoda amonane
Paratoxopoda amonane är en tvåvingeart som beskrevs av Vanschuytbroeck 1961. Paratoxopoda amonane ingår i släktet Paratoxopoda och familjen svängflugor. Inga underarter finns listade i Catalogue of Life.